# Вспомогательные репродуктивные технологии в России
Согласно законодательству России, вспомогательные репродуктивные технологии — это «методы лечения бесплодия, при применении которых отдельные или все этапы зачатия и раннего развития эмбрионов осуществляются вне материнского организма (в том числе с использованием донорских и (или) криоконсервированных половых клеток, тканей репродуктивных органов и эмбрионов, а также суррогатного материнства)».
Перечень технологий, относимых к ВРТ, содержится в Приказе № 107н Минздрава РФ. Так, к ним относятся:
- Экстракорпоральное оплодотворение.
- Инъекция сперматозоида в цитоплазму ооцита (ИКСИ).
- Криоконсервация половых клеток, тканей репродуктивных органов и эмбрионов, транспортировка половых клеток и (или) тканей репродуктивных органов.
- Использование донорских ооцитов.
- Использование донорской спермы.
- Использование донорских эмбрионов.
- Суррогатное материнство.
- Искусственная инсеминация спермой мужа (партнера) или донора[2].

В России применение вспомогательных репродуктивных технологий регламентируется Федеральным законом от 21.11.2011 № 323-ФЗ «Об основах охраны здоровья граждан в Российской Федерации (глава 6, статья 55), Приказом Министерства здравоохранения Российской Федерации от 31.07.2020 № 803н „О порядке использования вспомогательных репродуктивных технологий, противопоказаниях и ограничениях к их применению“ (ранее приказом от 30.08.2012 N 107н «О порядке использования вспомогательных репродуктивных технологий, противопоказаниях и ограничениях к их применению») и Приказом Минздрава России от 30 октября 2012 г. N 556н «Об утверждении стандарта медицинской помощи при бесплодии с использованием вспомогательных репродуктивных технологий».
В России действуют так называемые «Отделения ВРТ» в рамках государственных Центров планирования семьи и репродукции, либо перинатальных центров, а также негосударственные медицинские Центры ВРТ. Согласно Российской ассоциации репродукции человека по состоянию на 2009 год в России насчитывалось 102 Центра ВРТ.